# Banco Nacional de la República Soviética de China

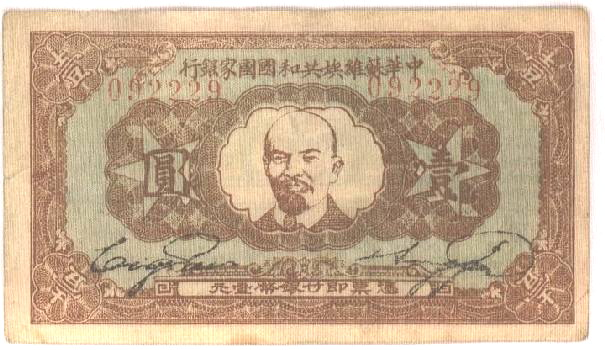
Un billete emitido por el Banco Nacional de la República Soviética de China

El Banco Nacional de la República Soviética de China (Chino tradicional: 中華蘇維埃共和國國家銀行) fue un banco creado por la República Soviética de China, controlado por el Partido Comunista Chino, en la República de China. Su líder era Mao Zemin, el hermano menor de Mao Zedong. Se dedicó a prestar servicios de hipoteca, préstamo, ahorro, factura, bonos del Estado y a la emisión de billetes y monedas en la región controlada por el PCC.

## Historia
- 1 de febrero de 1932: Establecido en Ruijin, Jiangxi
- 1935-1936: Fue trasladado a Shanbei por el Ejército Rojo Chino y fue rebautizado como Banco Nacional de la República Soviética China-Sucursal Noroeste (Chino tradicional: 中華蘇維埃共和國國家銀行西北分行).
- 1937: Fue disuelto y pasó a llamarse Banco de la Zona Fronteriza de Shensi-Kansu-Ninghsia (Chino tradicional: 陝甘寧邊區銀行), después de que ocurriera el Incidente de Sian y diera lugar al Segundo Frente Unido.[2][3]